# GlobeWomen Research and Education Institut
El GlobeWomen Research and Education Institut es una organización sin ánimo de lucro basada en Washington D. C. que tiene como objetivo ampliar el liderazgo de las mujeres de manera global. La organización está presidida por Irene Natividad. 
El Instituto convoca desde 1990 de manera anual el Global Summit of Women, (Cumbre Mundial de Mujeres) considerado el foro internacional más importante sobre el liderazgo de las mujeres en la economía. Por otro lado a través del programa Corporate Women Directors Internacional (CWDI) (Mujeres Directoras Corporativas Internacionales) analiza y monitoriza la participación de las mujeres en los consejos de administración en todo el mundo. También desarrolla el Coloquio sobre Diversidad Globalel Foro Legados de Mujeres y desde 2014 el programa Jóvenes Innovadoras sobre desarrollo de negocios a partir de la innovación y la tecnología.

## Global Summit of Women
La Global Summit of Women es una cumbre con carácter anual sobre mujeres en puestos de liderazgo económico. La primera reunión se celebró en 1990 en Canadá y desde entonces el foro ha recorrido más de 30 capitales del mundo. En sus convocatorias reúne a casi millar de mujeres de más de 70 países. Conocida también como el "Davos femenino" tiene entre sus objetivos, mejorar la situación de las mujeres en todo el mundo, acelerar su acceso a puestos de liderazgo, promover las oportunidades económicas de las mujeres y la investigación y el intercambio de experiencias de buenas prácticas a nivel mundial.

## Corporate Women Directors International (CWDI)
La Corporate Women Directors Internacional (CWDI) tiene como objetivo promover el aumento de la participación de las mujeres en los consejos de administración en el mundo, fomenta redes nacionales e internacionales para conectar a las directoras y busca perfeccionar las habilidades de trabajo.
Desde 1996 la CWDI proporciona datos sobre la presencia de mujeres en los puestos de liderazgo de las empresas en el mundo. Realiza investigaciones a nivel internacional y ha publicado estudios específicos de la industria junto con informes regionales y globales. También organiza mesas redondas sobre gobernanza corporativa en varias ciudades del mundo para directoras y ejecutivas.

### Mujeres en los consejos de administración
En 2023 43 países tienen cuotas de presencia de mujeres para empresas que cotizan en bolsa o de propiedad estatal. En 1993 los pioneros en establecerlas fueron Israel y Sudáfrica para empresas estatales. Siguieron Grecia (2000 para estatales), Noruega (2003) Finlandia e Irlanda (2004), España (2007), Islandia y Francia (2010), Bélgica, Croacia, Italia, Luxemburgo, Malasia, Eslovenia y Suiza (2011), Alemania (2014), Chile (2015 para estatales), Egipto y Marruecos (2021), Unión Europea y Bahrain (2022). 
El informe presentado en 2023 por la CWDI sobre la presencia de mujeres en consejos de administración indica que en la zona MENAT (Oriente Medio, Norte de África y Turquía) es la zona con menor representación de mujeres en las juntas corporativas, con un 8,6% de los puestos en consejos de administración de 1.148 empresas que cotizan en bolsa. La siguiente región con cifras más bajas es América Latina, que tiene una representación de mujeres en las juntas directivas del 14,5%. Las regiones líderes son Europa (33%) y Estados Unidos/Canadá (32%), seguidas de África (19,1%) y Asia-Pacífico (16,2%).

#### MENAT
Más de la mitad de todas las empresas que cotizan en bolsa en la región MENAT están dirigidas exclusivamente por hombres. El 55,5% de las 1.148 empresas, según el estudio de la CWDI, no tienen ninguna mujer en sus consejos de administración. Entre las empresas de la zona con mayor  presencia de mujeres en los consejos de dirección que están presididas por mujeres destacan los nombres de Ülkü Özcan, directora ejecutiva de Turk Prysmian (Turquía) – 50%, Shahira Zeid, presidenta de la junta directiva, Maridive Oil and Gas (Egipto): 45 %, Begümhan Doğan Faralyalı, presidenta de la junta directiva, Dogan Holding (Turquía) – 45 %, Güler Sabancı, Haci Omer Sabanci Holding (Turquía) – 44,4%, Sheikha Yasmine Mubarak al Sabah, presidenta de la junta directiva de Tijera and Real Estate Investment Co. (Kuwait) – 40%